# Poa tenuicula
Poa tenuicula är en gräsart som beskrevs av Jisaburo Ohwi. Poa tenuicula ingår i släktet gröen, och familjen gräs. Inga underarter finns listade i Catalogue of Life.